# 豚のしっぽ
豚のしっぽ（ぶたのしっぽ）とはトランプのゲームの一つである。地方によっては豚のけつ（ぶたのけつ）とも呼ばれる。
通常は3人以上でプレイされる。他の多くのトランプゲームと違い、思考よりも瞬間的な判断力と瞬発力を必要とされるパーティーゲーム。

## 基本的なルール説明
豚のしっぽと呼ばれるゲームは、数種類あるようではあるが、カードを輪のように並べる点で、共通しているようである。ここではそのひとつを紹介する。
1. テーブルや床面に裏返しのままのカードを大きく輪を描くように並べる。この輪がすなわち豚のしっぽである。各プレイヤーはしっぽの内側に手を入れずに、テーブルや床面に手を置いて待機する。
2. じゃんけん等で順番を決めて、順に各プレイヤーはしっぽから1枚カードを引いてしっぽの中に出してカードを表向きに返してしっぽの中に出す。
3. 表向きに返したカードが、次項の条件の場合、各プレイヤーはしっぽの中に手を素早く差し出し、
4. アタックの際に、差し出した手がプレイヤー全員の中で一番上、つまり手を出すのが一番遅れたプレイヤーがしっぽの中に今まで出されたカードを全てとる。また、本来アタックできない時にカードに触れたおてつきの際は、おてつきしたプレイヤーが今まで出されたカードを全て取る。取ったカードの枚数が失点となる。
5. カードが減ったしっぽの輪のサイズを適時小さくする。
6. これを繰り返して、豚のしっぽがなくなるまで（出すカードがなくなるまで）ゲームを続けて、失点が少ないものが勝ちとなる。

## アタックの条件
地域やルールによってアタックの条件は違い、増やす事も減らす事も出来てゲームを面白くしている。ここでは、単純なため標準的と思われるアタックの条件を挙げる。
- ジョーカーである場合
- 1つ前に出されたカードと同じスートである場合。
- 1つ前に出されたカードと同位（数字が同じ）である場合。
  - また、7・5・3(七五三)など語呂合わせになる数字をあらかじめ決めてアタックの条件とする場合もある。

## 追加ルール
ここでは、いくつかの追加ルールを説明する。
- ランク（数字）が1つ前に出されたカードのランクの倍数や約数である場合をアタックとする、または例外としてアタックとしない。
- あらかじめ決めた数（ゲームの回数など）と同じランク（数字）である場合をアタックとするまたは例外としてアタックとしない。
- アタックの際に声に出して「痛い」やそれに準ずる言葉を言ってしまったらそのプレイヤーは、一番遅れたプレイヤーや、おてつきをしたプレイヤーに変わってカードを取り失点となるルール。
- 失点となるカードを取ってしまっている場合に、そのカードをよく切って自分の順番の時にしっぽからカードを出す替わりに出すルール。

## テクニックと面白み
ここでは、いくつかのテクニックとそれに付随する面白みを紹介する。
- カードと共にうまい人の手を見張る - 手を出す状況か否かに関わらず、出した手が一番上や一番下でなければ失点となることはないので、誰かが動いたことを感じたら手を差し出すようにする、これは大原則といえる。
- 隙を突く - 自分が出す番では、カードをめくったらしっぽから一瞬出ないといけないのでやや不利といえる。そこで他のプレイヤーの手に注意し牽制しつつ出す。つい、他のプレイヤーは狙いすぎて手が床やテーブルから離れてしまう場合がある、これは厳密にはルール違反なのでその旨を伝えて、手を置かせることが出来る、こうして手を戻させている隙を作ったり、気を削いだ隙にカードを安全に置くという方法。
- おてつきさせる - アタックしない状況で一瞬反応したそぶりを見せ、手を置かせる。また、手を置きそうになったプレイヤーの手を上から更に手を乗せカードに触れさせるという方法がある。このゲームの駆け引きの一面である。
- しっぽが小さくなってきたら注意 - 終盤になってくるとしっぽが小さくなり、プレイヤー同士が寄ってくるのでテクニックもさることながら瞬間的な判断力を研ぎ済ませなくてはいけない。終盤戦がこのゲームの醍醐味でもある。